# قائمة الدول حسب إنتاج الزئبق
هذه قائمة البلدان حسب إنتاج الزئبق في عام 2016 ، استنادا إلى المسح الجيولوجي في الولايات المتحدة حسب السلع المعدنية الملخصة عام 2016.
| رتبة | البلد/المنطقة  | إنتاج الزئبق (طن متري) في عام 2016 |
| ---- | -------------- | ---------------------------------- |
|      | العالم         | 4,500                              |
| 1    | الصين          | 4,000                              |
| 2    | المكسيك        | 300                                |
| 3    | البلدان الأخرى | 50                                 |
| 4    | قيرغيزستان     | 40                                 |
| 5    | بيرو           | 40                                 |
| 6    | طاجيكستان      | 30                                 |